# الغزو الحمادي لباجة (1015)
كان الغزو الحمادي لباجة عام 1015 بمثابة مواجهة عسكرية مهمة بين قوات الحماديين بقيادة حماد بن بلكين وقوات الزيريين بقيادة هاشم بن جعفر، أحد أفضل قيادات باديس بن المنصور. حدث هذا خلال الحرب الحمادية الزيريّة، والتي أسفرت في النهاية عن استقلال الحماديين، وبالتالي تقسيم المناطق الزيريّة السابقة إلى إمارتين مستقلتين.

## الخلفية
بعد أن صادر باديس مجموعة أراضي من عمه حمّاد، أمر هاشم بن جعفر وإبراهيم بن بلجين بالانطلاق في 11 أبريل 1015. حمل إبراهيم معه أربعمائة ألف دينار، إلى جانب حاشيته وعبيده، دون مواجهة أي معارضة من باديس. وشعر هاشم بن جعفر أن إبراهيم قد يغدر به إذا اقتربا من حمّاد، فاعتذر قائلاً إنه لا يزال لديه أعمال غير مكتملة في باجة. غير مساره تجاهها، ووعد باللحاق به بسرعة. وصل إبراهيم إلى تامديت، يومين بعيدا عن الأربس. ثم كتب إلى شقيقه حمّاد لتحديثه بالوضع. حشد حماد ثلاثين ألف فارس وانطلق. عند اللقاء، تشاور الأخوان واتفقا على التمرد ضد باديس. وهكذا نشبت حرب بين حماد وإبراهيم ابني بلكين من جهة وباديس أمير بني زيري من جهة أخرى.

## المعركة
في الثاني من يونيو 1015م، سار باديس بجيش عظيم لمحاربة حماد. وأمر هاشمًا بتحصين نفسه في مدينة شقبنارية (الكاف حاليًا)، جنوب غرب باجة. امتثل هاشم للأوامر، لكن حماد وإبراهيم حاصراه و انتصرا عليه. واضطر هاشم إلى الزحف نحو باجة. وعندما سمع حماد عن اقتراب جيش الزيريين، حاول خداع باديس بكتابة رسالة إليه، أكد فيها: "أنه ما فارق الجماعة ولا خرج عن الطاعة"، وأبلغه أنه أعد هدية للمعز بن باديس ولي العهد، بما في ذلك على وجه الخصوص ألفي فرس وألف دينار. وبالمثل، أرسل له إبراهيم رسالة بنفس المعنى. ومع ذلك، في الوقت نفسه، واصل حماد وإبراهيم الحرب. و عندما وصل حماد إلى باجة، طلب أهلها منه الأمان، فوعدهم به، و لكن ما إن دخل حتى بدأ يقتل و ينهب و يحرق و يسرق الأموال بما في ذلك ثروة هاشم وجنوده.

## العواقب
بعد غزو باجة حرض حماد أهل تونس الذين كان أغلبهم من أهل السنة على المشرقيين أي أنصار الفاطميين. وكان زعيمهم محرز بن خلف ذا نفوذ كبير في إفريقية، فحثهم على قتل الشيعة، مما أدى إلى مقتل عدد كبير منهم في عام 1015. وقد أزعجت هذه الأحداث باديس لأنه خاف أن تفسد العلاقات بين الزيريين والفاطميين، لذلك أرسل يالا بن فراح إلى تونس لمعاقبة المجرمين بشدة. وعندما سمع أهل تونس بقدوم يالا بن فراح فكروا في الفرار. إلا أن محرز بن خلف بقي في منزله وكتب إلى باديس يوبخه، فعفا باديس عن أهل تونس، ويقال إنه أمر بإزالة أسنان وزيره لأنه أهان محرز بن خلف. واصل حماد وباديس مسيرتهما غربًا حتى التقيا في معركة الشلف، حيث انضم العديد من جند حماد بالفعل إلى حزب باديس بعد أن خان حماد المدنيين عند دخوله باجة، و خلق حالة من عدم الثقة اتجاهه.